# Svenska mästerskapen i dressyr 1983
Svenska mästerskapen i dressyr 1983 avgjordes i Strömsholm. Tävlingen var den 33:e upplagan av Svenska mästerskapen i dressyr.

## Resultat
| Placering | Ryttare        | Häst    |
| --------- | -------------- | ------- |
| 1         | Anna Svensson  | Nicklas |
| 2         | Ingamay Bylund | Aleks   |
| 3         | Lena Svensson  | Quick   |